# Je ne sais pas pourquoi
Je ne sais pas pourquoi (in italiano: Non so perché), conosciuta anche come I Still Love You (Je Ne Sais Pas Pourquoi) in Australia, Stati Uniti, Canada e Nuova Zelanda, è una canzone della cantautrice australiana Kylie Minogue, contenuta nel suo album di debutto Kylie. Pubblicata come singolo il 17 ottobre 1988 dall'etichetta discografica PWL, è inclusa nella maggior parte delle raccolte di Kylie, come Greatest Hits e Ultimate Kylie. Come la maggior parte del materiale della cantante tra il 1988 e il 1992 è stata scritta e prodotta da Stock, Aitken & Waterman. Dal punto di vista commerciale, la canzone ha avuto buon successo nelle classifiche, arrivando nella top10 in molti Paesi, quali Finlandia (dove arrivò alla 1ª posizione), Irlanda, Nuova Zelanda e Regno Unito, mentre si è fermata alla top 20 in Australia, Francia, Germania e Norvegia.

## Produzione
Je ne sais pas pourquoi è stata pubblicata come quarto singolo da Kylie il 17 ottobre 1988: è stata scritta e prodotta da Stock, Aitken & Waterman, che hanno anche prodotto i primi quattro album della cantante. Il titolo variava a differenza del Paese: in Australia, Stati Uniti, Canada e Nuova Zelanda si chiamava I Still Love You, con il titolo francese tra parentesi; in alcune parti dell'Europa ci fu una piccola variazione, Je ne sais pas pourquoi (I Still Love You) ma anche se il titolo cambia da Paese a Paese, la canzone è sempre la stessa.
Je ne sais pas pourquoi è una ballad pop, che contiene elementi di teen pop e dance pop. Si sa dell'esistenza di una prima demo della canzone, ma non c'è mai stata una pubblicazione ufficiale: si dice che abbia un intro completamente diversa e che sia leggermente più veloce. 

## Video
Il video, per lo stile, sembra essere stato girato a Parigi negli anni quaranta o cinquanta: Kylie aspetta sotto la pioggia un ragazzo con cui ha un appuntamento, e poi entra in un bar. I suoi capelli sono biondi e ondulati ed indossa un vestito blu ed un cardigan. Tutto viene poi interrotto da una scena in bianco e nero che mostra Kylie mentre indossa un vestito a fiori e balla con un uomo. Kylie è l'unica parte colorata del video.

## Made in Heaven
Made in Heaven, anch'essa scritta e prodotta da Stock, Aitken & Waterman, è stata pubblicata come B-side del singolo. Era una nuova canzone, che non era inclusa nell'album Kylie, e nel singolo da 12" ne fu inclusa una versione estesa. Venne prodotto un video promozionale per la canzone, che venne incluso nella compilation degli Stock, Aitken & Waterman, in The Hit Factory Volume 3 e poi in Greatest Hits 1987-1997.
Nel Regno Unito, si era pianificato di pubblicare Je ne sais pas pourquoi e Made in Heaven come doppio singolo A-side per aiutare il singolo nelle classifiche, ma dato il grande successo si è deciso di lasicare Made in Heaven come B-side.

## Tracce
CD singolo
1. Je ne sais pas pourquoi (Moi Non Plus mix) – 5:55
2. Made in Heaven (Maid in England mix) – 6:20
3. The Loco-Motion (Sankie mix – long version) – 6:55

Vinile 12"
1. Je ne sais pas pourquoi (Moi Non Plus mix) – 5:55
2. Made In Heaven (Maid in England mix) – 6:20

Vinile 12" (Remix)
1. Je ne sais pas pourquoi (The Revolutionary mix) – 7:16
2. Made In Heaven (Maid in England mix) – 6:20

Vinile 12" (USA)
1. Je ne sais pas pourquoi (Moi Non Plus mix) – 5:55
2. Je ne sais pas pourquoi (The Revolutionary mix) – 7:16
3. Made In Heaven (Maid in England mix) – 6:20

## Esibizioni dal vivo
Kylie ha cantato la canzone nei seguenti Tour:
- Disco in Dream/The Hitman Roadshow
- Enjoy Yourself Tour
- Rhythm of Love Tour
- Showgirl: The Greatest Hits Tour

## Successo commerciale

### Versione Australiana
I Still Love You (Je Ne Sais Pas Pourquoi) debuttò alla numero 13 nella classifica Australiana, e la settimana successiva arrivò alla numero 11, dopodiché sparì lentamente dalla classifica. Nella classifica Neozelandese, debuttò alla numero 38, e poi iniziò a salire fino ad arrivare alla numero 9.

### Versione Internazionale
La canzone debuttò alla numero 33 nella classifica Francese, ed arrivò poi alla numero 15. Rimase nella classifica per 15 settimane. In Danimarca, invece, debuttò alla 87 e si fermò alla 43. In Norvegia rimase una sola settimana in classifica, alla numero 10. In Svizzera, debuttò (e si fermò) alla numero 24, e rimase in classifica per quattro settimane, per poi sparire definitivamente dalla classifica. In Germania si fermò alla 14 e in Irlanda alla 2.
La canzone ha avuto più successo nel Regno Unito, dove debuttò alla 11 ed arrivò alla 2, rimanendoci per tre settimane consecutive, diventando così la seconda hit da top3 di Kylie in meno di un anno. Rimase in classifica per 14 settimane e vendette 315,000 copie. Negli Stati Uniti, la canzone fu pubblicata con il nome I Still Love You (Je Ne Sais Pas Pourquoi), ma non entrò nella Billboard Hot 100.

## Classifiche
| Classifica (1988) | Posizione massima |
| ----------------- | ----------------- |
| Australia         | 11                |
| Belgio (Vallonia) | 8                 |
| Finlandia         | 1                 |
| Francia           | 15                |
| Germania          | 14                |
| Paesi Bassi       | 43                |
| Irlanda           | 2                 |
| Nuova Zelanda     | 9                 |
| Norvegia          | 10                |
| Svizzera          | 24                |
| Regno Unito       | 2                 |

### Classifiche di Fine Anno
| Classifica (1988) | Posizione |
| ----------------- | --------- |
| Germania          | 97        |
| Regno Unito       | 20        |